# أمين مجيد أرسلان
الأمير أمين بن مجيد بن ملحم أرسلان (13 يوليو 1868 - 9 يناير 1943)، ديبلوماسي عثماني سابق، سياسي وأديب وعالم وصحافي لبناني.
شغل منصب القنصل العام للإمبراطورية العثمانية في بوردو وبروكسل وباريس وبوينس آيرس. ألف كتبًا ومقالات باللغات العربية والإسبانية والفرنسية.
أيد في البداية أفكار تركيا الفتاة، الذين فضلوا الإصلاح لاستعادة القانون الأساسي لعام 1876 والبرلمان ومنح الحقوق لجميع مواطني الإمبراطورية. في عام 1914، عندما كان في منصبه كقنصل عام عثماني في بوينس آيرس، انسحب من حكومة تركيا الفتاة بسبب تحالفها مع الإمبراطورية الألمانية ودخولها في الحرب العالمية الأولى، وهو الأمر الذي انتقده أرسلان بشدة.
شجب أرسلان إبادة الأرمن من المجلة التي أسسها وحررها، لا نوطا، في أغسطس 1915. وأثناء إقامته في أوروبا كان قد ندد في الصحافة الفرنسية بالمجازر الحميدية.
بعد الحرب، دعم أرسلان في البداية انتدابًا مؤقتًا لسوريا ولبنان. ومع طول فترة الانتداب، استنكره باعتباره استعمارًا فاسدًا واستبداديًا وتمسك بفكرة استقلال سوريا العثمانية السابقة كدولة واحدة ذات سيادة.

## السنوات الأولى والعائلة

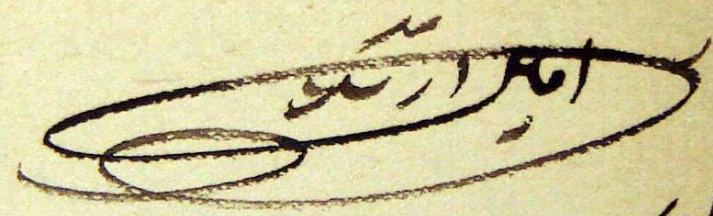
توقيع أمين أرسلان بالخط العربي.

ولد أمين أرسلان في شويفات، متصرفية جبل لبنان، الدولة العثمانية. انتمي إلى عائلة درزية متميزة يحمل أفرادها لقب أمراء حتى اليوم.
أمين هو ابن زاهية شهاب ومجيد أرسلان بن حيدر بن عباس بن فخر الدين. من إخوته: نهاد وفؤاد وسعيد وتوفيق. ساعد هذا الأخير في تأسيس «لبنان الكبير» في عام 1920 وأنجب مجيد أرسلان الثاني (1908-1983)، بطل استقلال لبنان، وعضو في مجلس النواب اللبناني ووزير في الحكومة.
لم يتزوج أمين ولم ينجب. خلفه أولاد أخيه رفيق سعيد أرسلان، مالك سعيد أرسلان، زهية توفيق أرسلا، مجيد توفيق أرسلان (أي. مجيد أرسلان الثاني) ونهاد توفيق أرسلان.
درس في جامعة القديس يوسف للآباء اليسوعيين، في العاصمة بيروت، والتحق بعدها في المعاهد العليا في باريس.

## العمل السياسي في جبل لبنان

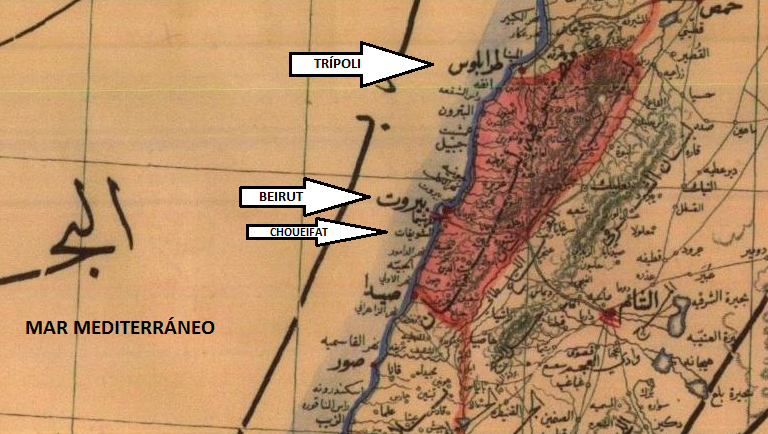
متصرفية جبل لبنان، 1893. السهام تشير إلى طرابلس وبيروت وموطن أرسلان الشويفات.

في عام 1892 سمي مديرا لناحية الغرب الأقصى في متصرفية جبل لبنان. استقال عام 1893 بعد صراع مع المتصرف نعوم باشا. انضم أرسلان إلى الماسونية في 24 أغسطس 1889.

## المنفى في فرنسا
في عام 1893، استقال من منصب المدير وانضم إلى صديقه سليم سركيس في المنفى. توقفوا لفترة وجيزة في مصر ثم توجهوا إلى باريس حيث أسسوا مع مغتربين عرب آخرين «اللجنة التركية السورية».
اتصلوا بأحمد رضا، أحد كبار المؤيدين لحركة تركيا الفتاة ورئيس تحرير Meşveret، وهي صحيفة سياسية تركية. كان النشاط الرئيسي للمنفيين هو نشر النقد ضد النظام العثماني من خلال الصحافة الأوروبية العامة ومن بعض أجهزة الحزب. طالبوا باستعادة القانون الأساسي العثماني لعام 1876، وإعادة تأسيس البرلمان والمساواة في الحقوق للأفراد والمجتمعات.

### جريدة «كشف النقاب»
كانت «كشف النقاب» صحيفة عربية حررها في باريس أمين أرسلان وصديقه، الكاتب والصحفي سليم سركيس، من 9 أغسطس 1894 حتى 25 يوليو 1895.
وبحسب سركيس، ضغطت السفارة العثمانية على السلطات الفرنسية لفرض رقابة على المجلة وأمرت بوابا بالإبلاغ عن أسماء الزوار.

### جريدة «تركيا الفتاة»
«تركيا الشابة»، هو إصدار ثنائي اللغة تم إصداره في باريس باللغتين العربية والفرنسية من ديسمبر 1895 حتى منتصف عام 1897 بواسطة أمين أرسلان وخليل غانم نيابة عن «اللجنة التركية السورية»، وصفت بأنها «مجلة دعاية سياسية». وانتقدت حكومة السلطان عبد الحميد الثاني.
شارك المحرر المشارك خليل غانم (بيروت 1847 - باريس 1903) في الحركة الإصلاحية السابقة المعروفة باسم العثمانيين الشباب. وكان عضوا في أول برلمان عثماني عام 1877، ومنحته السفارة الفرنسية في القسطنطينية (إسطنبول الآن) حق اللجوء السياسي بعد خلع مدحت باشا. قبل لقاء أرسلان، كان قد أسس جريدة «البصير» الأسبوعية (باريس، 1881-1882) وحررها. كتب غانم أيضًا في "Journal des débats" وعُيِّن فارسا في وسام جوقة الشرف الفرنسي عام 1879.

### في مطبعة باريس
في عام 1896 كتب أرسلان أربعة مقالات نُشرت في "La Revue Blanche" بعنوان "Les Affaires de Crète" (الشؤون الكريتية) و "Les Affaires d'Orient" (الشؤون الشرقية) و"Les Troubles de Syrie" (الاضطرابات السورية) و«الأرمينيون في القسطنطينية». كان هذا الأخير يتعلق باحتلال المسلحين الأرمن للبنك العثماني وندد بالانتقام الوحشي اللاحق. في تلك الأوقات، كان أرسلان يتردد على الكاتب الفرنسي جول كليرتي وتعاونا معًا في المؤتمر الدولي الرابع للصحافة في ستوكهولم عام 1897.

### «هدنة» مع مبعوث السلطان
حاولت القيادة العثمانية تحييد دعاية المنفيين في أوروبا. على الرغم من عدم تشكيلهم قوة عددية ملحوظة، تمكن المنفيون من جذب انتباه الصحافة. وكما كتب أحدهم: «(...) [السلطان] يعرف أنه إذا سُمح لنا بحرية في باريس، فإن أعضاءنا وأوراقنا يمكن أن تلحق به ضررًا أكثر من عشرة رجال حرب فرنسيين .»
في 29 يناير 1897، نُشرت إحدى بياناتهم في الجريدة الرسمية لمملكة إيطاليا. كانت موجهة إلى "الدول الست الموقعة على معاهدتي باريس وبرلين" ووقعها "مراد بك النائب العام لحزب تركيا الفتية، وخليل غانم، ممثل سوريا السابق أمام البرلمان التركي، وأحمد رضا بك، والأمير أمين أرسلان، وأنطوني سالموني، وآخرون، نيابة عن "حزب الإصلاح العام في تركيا".
بعثت الحكومة العثمانية إلى باريس أحمد جمال الدين بمهمة الاتصال بالمعارضة وتقديم عفو عام عن السجناء السياسيين، وإعادة المنفيين إلى مناصبهم السابقة وإعادة وضع الدستور، مقابل إنهاء حملتهم الدعائية.
يذكر أرسلان في ذكرياته أنه رفض الاتفاق في البداية على الرغم من وجود أقارب مباشرين له سيتم الإفراج عنهم بموجب العفو المقترح. ثم اقترح تعليق الاتفاقية حتى تظهر الحكومة العثمانية تقدمًا في الالتزام بها، الأمر الذي رفضه جمال الدين. وافق أرسلان أخيرًا وعُين قنصلاً عامًا في بوردو.
وقد أوفى السلطان بوعوده باستثناء استعادة الدستور وإعادة فتح البرلمان، وهو ما لم يحدث إلا في عام 1908 مع ثورة تركيا الفتاة.

## القنصل العام في بروكسل
منذ هدنة عام 1897، تم تعيين أمين أرسلان قنصلاً عامًا للإمبراطورية العثمانية في بوردو وتم نقله على الفور تقريبًا إلى بروكسل، حيث ظل في منصبه حتى عام 1908.
في بلجيكا، صار أرسلان صديقًا لرولاند دي ماريس (1874-1955)، مدير صحيفة "L'indépendance belge" (الاستقلال البلجيكي)، والمحام إرنست نيس.

على الرغم من انضمامه إلى القنصلية العثمانية، استمر أرسلان في نشر المقالات، وفي بعض الأوقات كتب انتقادات شديدة ضد الحكومة. كما نقلت مقالة في سنة 1900 في جريدة الأمة:
برز مدافع جديد عن الإصلاح في تركيا وهو أمين أرسلان أفندي، القنصل العام في بروكسل. في العام الماضي أرسل إلى عبد الحميد تقريراً مفصلاً عن معاناة الفلاحين في بعض أغنى مقاطعات الإمبراطورية. وأشار إلى أنهم غير قادرين على تحمل العبء الضريبي الثقيل والأساليب التعسفية لجامعي الضرائب، كانوا يقطعون أشجارهم، ويمزقون كرومهم، فيتركون أراضيهم غير مزروعة، بل ويهاجرون بأعداد كبيرة إلى ما وراء البحار. يمكن القول إن أمريكا وحدها تضم أكثر من 100 ألف مهاجر سوري، ثلثهم من المسلمين. "لم يحدث شيء من هذا القبيل في تاريخ الإسلام". في تقرير هذا العام، يسهب في الحديث عن الأعداد الكبيرة لكبار المسؤولين ورواتبهم الهائلة. يوجد في الجيش، على سبيل المثال، أربعة وأربعون مارشال، وستة وأربعون وزيرًا برتبة مشير، وهناك ثمانون عضوًا في مجلس الدولة. - وهو مثل عددهم في فرنسا وألمانيا مجتمعين. يبلغ راتب مختار باشا أربعة أضعاف راتب اللورد كرومر، ويتلقى الصدر الأعظم ضعف ما يتقاضاه اللورد سالزبوري. ولكن "نظرًا لأن غالبية هؤلاء المسؤولين الكبار يتلقون رواتبهم ضعفًا وأحيانًا ثلاثة أضعاف، فإن الإحراج المالي للإمبراطورية ما هو إلا نتيجة طبيعية
عُِرضت رواية كتبها أرسلان باللغة الإسبانية بعد سنوات، بعنوان "نهاية غرام" ("Final de un idilio") في بروكسل قبل الحرب العالمية الأولى بفترة قصيرة. شخصياتها الرئيسية هي فان دورين، ضابط بالجيش وأرستقراطي، وريت، وهي فتاة فرنسية من الألزاس. تم تحرير تلك الرواية لأول مرة في بوينس آيرس عام 1917.

## السفر إلى القسطنطينية وثورة الشباب الأتراك

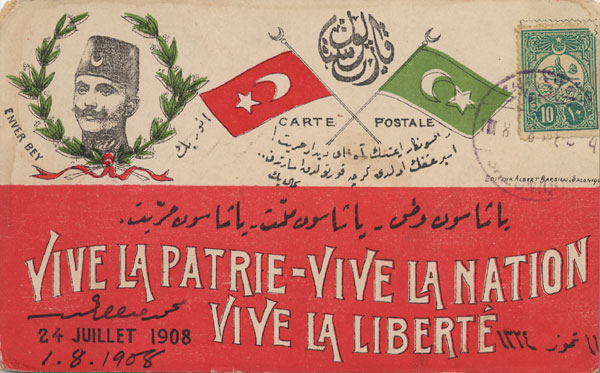
بطاقة بريدية تشيد بإعادة الدستور، 24 يوليو 1908، مكتوبة باللغتين اليونانية والتركية العثمانية، تصور أنور باشا.

استقال أرسلان من منصب القنصل العثماني العام في بروكسل عام 1908 وسافر إلى القسطنطينية. قبل شهر من سفره، كانت قد استولت تركيا الفتاة على السلطة مع عدم الإطاحة بالسلطان عبد الحميد الثاني.
أثناء الانقلاب العثماني المضاد عام 1909، كان ابن عم أرسلان، ممثل اللاذقية في المجلس التشريعي، محمد مصطفى أرسلان، قد قُتل برصاصة بالقرب من مجلس النواب. نشرت الصحيفة الفرنسية جيل بلاس الخبر في 15 أبريل 1909، بعنوان «مقتل الأمير أرسلان ممثل اللاذقية». اعتقد بعض الأصدقاء الأوروبيين لأمين أرسلان أنه كان الضحية.

## القنصل العام في باريس
عين أمين أرسلان قنصلاً عامًا في باريس عام 1909. أعلنت صحيفة Le Temps في باريس في سبتمبر 1909، أن «الحكومة التركية قررت ترقية قنصليتها في باريس إلى قنصلية عامة» وأن الأمير أمين أرسلان، القنصل العام السابق في بروكسل، قد تم تعيينه قنصلاً عامًا في باريس.
يذكر أرسلان في سيرته الذاتية أنه بحث عن وجهة بديلة، دون أن يوضح الأسباب. بحلول ذلك الوقت، كان نعوم باشا سفيرا لفرنسا، وهو الذي تولى إدارة متصرفية جبل لبنان سابقا خلال فترة عمل أرسلان هناك في عام 1893. يبدو أن أرسلان لم تكن علاقته جيدة مع نعوم. قبل 17 عامًا، تسبب خلافه معه في استقالته كمدير ونفيه.
بمجرد أن علم أرسلان بالعلاقات المنشأة حديثًا بين الإمبراطورية العثمانية وجمهورية الأرجنتين على مستوى القنصليات، طلب نقله إلى بوينس آيرس.

## في بوينس آيرس

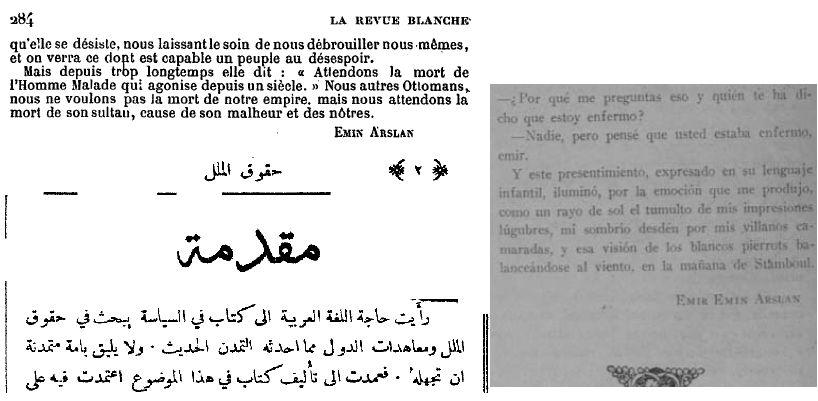
عينة من اللغات الثلاث التي كتبها أرسلان ونشر مؤلفاته بها. في الأعلى: الفرنسية (La Revue Blanche 1896). أسفل اليسار: العربية (مقدمة في أطروحته عن القانون الدولي). أسفل اليمين: الإسبانية (مقال في لا نوطا، بوينس آيرس، 1916). لم يترك أي كتابات باللغة التركية.

### القنصل العام للدولة العثمانية
في 11 يونيو 1910، وقعت الإمبراطورية العثمانية وجمهورية الأرجنتين اتفاقية بشأن إنشاء علاقات قنصلية وتبادلا القناصل قبل الموافقة على الاتفاقية من قبل كلا البرلمانين (أقر البرلمان الأرجنتيني القانون رقم 8184 الذي وافق على الاتفاق في 2 سبتمبر 1911).
صار الأمير أمين أرسلان القنصل الأول والوحيد للإمبراطورية العثمانية في الأرجنتين، لأنه في عام 1914 أزاح الباب العالي أرسلان وتولت القنصلية الألمانية الاعتناء بالمصالح العثمانية في الأرجنتين. وصل أرسلان إلى بوينس آيرس في 29 أكتوبر 1910، على متن باخرة «تشيلي»، التابعة لشركة "Messageries Maritimes" الفرنسية، و«لقي ترحيبا حارا من قبل حشد من 4000 شخص عثماني».
قبل وصولها إلى بوينس آيرس، توقفت باخرة «تشيلي» في ريو دي جانيرو، حيث كانت الصحف الأرجنتينية الصادرة في الأسابيع الماضية متوفرة للبيع. أبلغ ركاب آخرون أرسلان أنه خلال مناظرة في مجلس الشيوخ الأرجنتيني، انتقد السناتور مانويل لاينيز الهجرة السورية العثمانية واعتبرها «غير مفيدة» لأنها تتألف من باعة متجولين بدلاً من عمال زراعيين.
على الجانب الآخر، تم الدفاع عن الهجرة العثمانية من قبل سيناتور لاريوخا خواكين غونزاليس. كانت جلسة مجلس الشيوخ في 12 سبتمبر 1910، قبل أسابيع قليلة من وصول أرسلان إلى بوينس آيرس، في 29 أكتوبر 1910. بما أن أرسلان كان على علم بهذا النوع من النقد، فقد أعلن مباشرة في مقابلاته الصحفية الأولى أنه سيؤيد نقل زملائه للزراعة. بعد وصوله بفترة وجيزة، زار السناتور غونزاليس ليشكره على دفاعه عن المجتمع العثماني السوري. نظرًا لأن كلاهما كانا يتحدثان الفرنسية بطلاقة، أمكنهما التواصل بدون مترجم. أصبحا صديقين مقربين حتى وفاة غونزاليس في ديسمبر 1923.
على الرغم من وصول أرسلان إلى الأرجنتين دون أي معرفة بالإسبانية، إلا أنه بعد وصوله بفترة وجيزة نشر مقالاته الأولى باللغة الإسبانية في مجلة "Caras y Caretas" وبدأ في كتابة رواية: «نهاية غرام» ("Final de un idilio"). في «الإهداء الطويل للجنرال روكا» الذي افتتح به الرواية، ذكر أرسلان أنه كتب جزءًا من الكتاب في مزرعة روكا (Estancia La Larga). نُشرت الطبعة الأولى من الرواية عام 1917.
أثناء تواجده في منصبه كقنصل عام في بوينس آيرس، كتب أرسلان لمجلة Revista Argentina de Ciencias Políticas (المراجعة الأرجنتينية للعلم السياسي) المقالات التالية: "La joven Turquía y Europa" (تركيا الفتاة وأوروبا، 1911)،"La Tripolitania" (طرابلس، 1911) و"Historia Diplática de la Europa Balcánica " (التاريخ الدبلوماسي لأوروبا البلقانية، 1913).

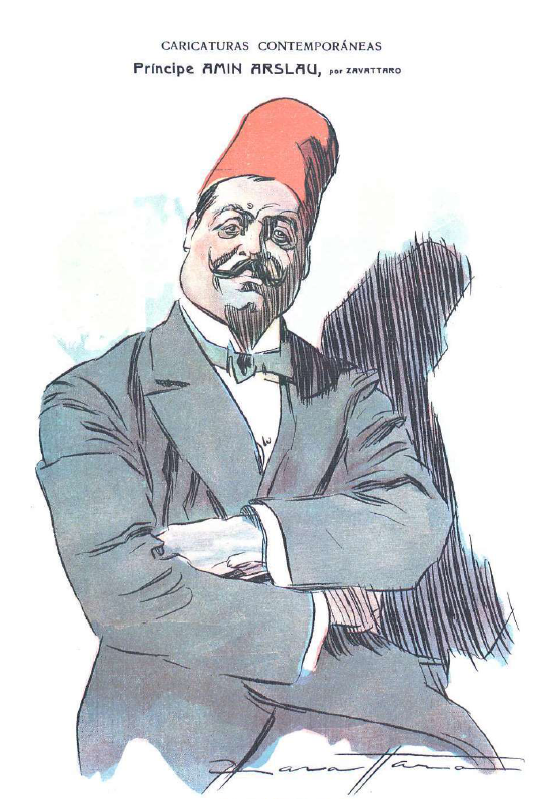
رسم لأرسلان أنتجه زافاتارو (ماريو زافاتارو، 1876-1932)، في Caras y Caretas، في نوفمبر 1910.

### الاستقالة من منصب القنصل العام وحكم الإعدام غيابيًا
عارض أرسلان دخول الدولة العثمانية في الحرب العالمية الأولى وتضررت علاقته بوزارة الخارجية العثمانية. استقال في أواخر عام 1914. ثم عهدت الإمبراطورية العثمانية بعلاقاتها القنصلية مع الأرجنتين إلى القنصل العام الألماني في بوينس آيرس، رودولفو بوبريك، الذي طالب أرسلان بتسليم القنصلية ووثائقها. أجاب أرسلان أنه لم يتلق أي اتصال رسمي من القسطنطينية يأمره بتسليم الوثائق القنصلية إلى مسؤول أجنبي. رفع القنصل العام الألماني قضية أمام المحكمة العليا الأرجنتينية. أيدت المحكمة الدعوى.
في مقال نُشر في يونيو 1916 في مجلة لا نوطا، كتب أرسلان عن حكم الإعدام الغيابي الذي صدر ضده بعد إعلانه فارًا. نظم فريق المراجعة مأدبة على شرفه في مطعم يسمى «فيراري» نسبة إلى اسم مالكه، ونشروا الخبر تحت عنوان «احتفال عقوبة الإعدام بمأدبة».

### إنشاء مجلة لا نوطا

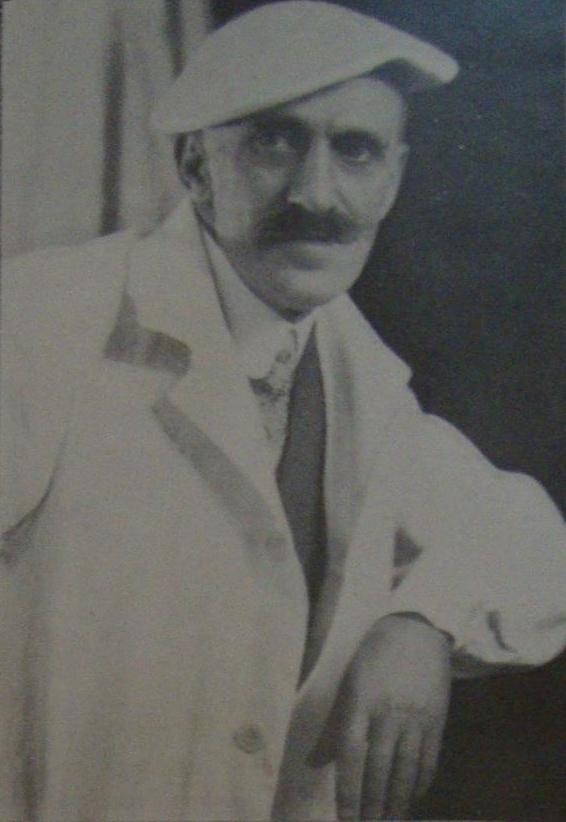
صمم المهندس المعماري فرنسي المولد لو مونييه شاليه أرسلان في بونتا ديل إيستي، في عام 1920

أسس أرسلان وأدار المجلة الأسبوعية La Nota (لا نوطا)، التي نُشر عددها الأول في 14 أغسطس 1915. خلال عام 1916، صار كارلوس ألبرتو لومان رئيس التحرير. تم تحرير ما مجموعه 312 إصدارًا حتى التوقف في عام 1921.
كانت لا نوطا واحدة من المجلات الأدبية الأرجنتينية الرئيسية في ذلك الوقت ومن بين المساهمين فيها ليوبولدو لوجونس وريكاردو روخاس وخوسيه إنريكي رودو وإدواردو تاليرو ومانويل أوجارت وخواكين دي فيديا، وخواكين غونزاليس، ألفريدو بالاسيوس، فرانسيسكو غراندمونتاني، فيكتور بيريز بيتي، أرتورو ماراسو، كارلوس إيبارغرين، بالدوميرو فرنانديز مورينو، كارلوس ألبرتو ليومان، أتاليفا هيريرا، خوليو غونزاليس، إنريكي بانكس، أرتورو كابديفيلا، ألفونسينا ستورني، إيفار مينديز، ماريو برافو، ألفريدو بوفانو، ألبيرتو مينديوروز، خوسيه غابرييل، بابلو روخاس باز، ألبرتو غيرشونوف، خوان كارلوس دافالوس، ريكاردو جويرالديس، روبرتو مارياني، أنطونيو هيريندز، كالزادا، هيكتور لافلور، سيرجيو بروفينزانو، فرناندو ألونسو، كارلوس لوبيز بوشاردو، ريكاردو روخاس، فرانسيسكو سيكاردي، فرانسيسكو إيه بارويتافينا، خوان زوريلا دي سان مارتين، أمادو نيرفو وروبين دارييو.
كان لدى لا نوطا موقفًا مناهضًا للألمان بشدة خلال الحرب العالمية الأولى. على سبيل المثال، نشرت قصيدة "Apóstrofe" لبيدرو بالاسيوس، وهي خطبة ضد الإمبراطور الألماني فيلهلم الثاني، مرتين: في 15 يناير و5 فبراير 1916.
نشرت ألفونسينا ستورني بعض أعمالها الأولى في لا نوطا خلال عام 1916. كانت مساهمًة دائمة من 28 مارس حتى 21 نوفمبر 1919. نُشرت قصائدها "Convalecer" و "Golondrinas" في المجلة.
كتب ميغيل دي أونامونو في رسالة إلى بيدرو خيمينيز إيلوندين في 20 فبراير 1916: «أنا أقرأ كثيرًا وأكتب قليلاً، دائمًا تقريبًا عن الحرب، خاصة بالنسبة للأرجنتين، في لا ناسيون ولا نوطا (هل تعرف هذه المجلة الأسبوعية؟).» واعتبر «لا نوطا» «مجلة مثيرة للاهتمام إلى حد كبير ومعادية للألمان».

### الجنسية الأرجنتينية

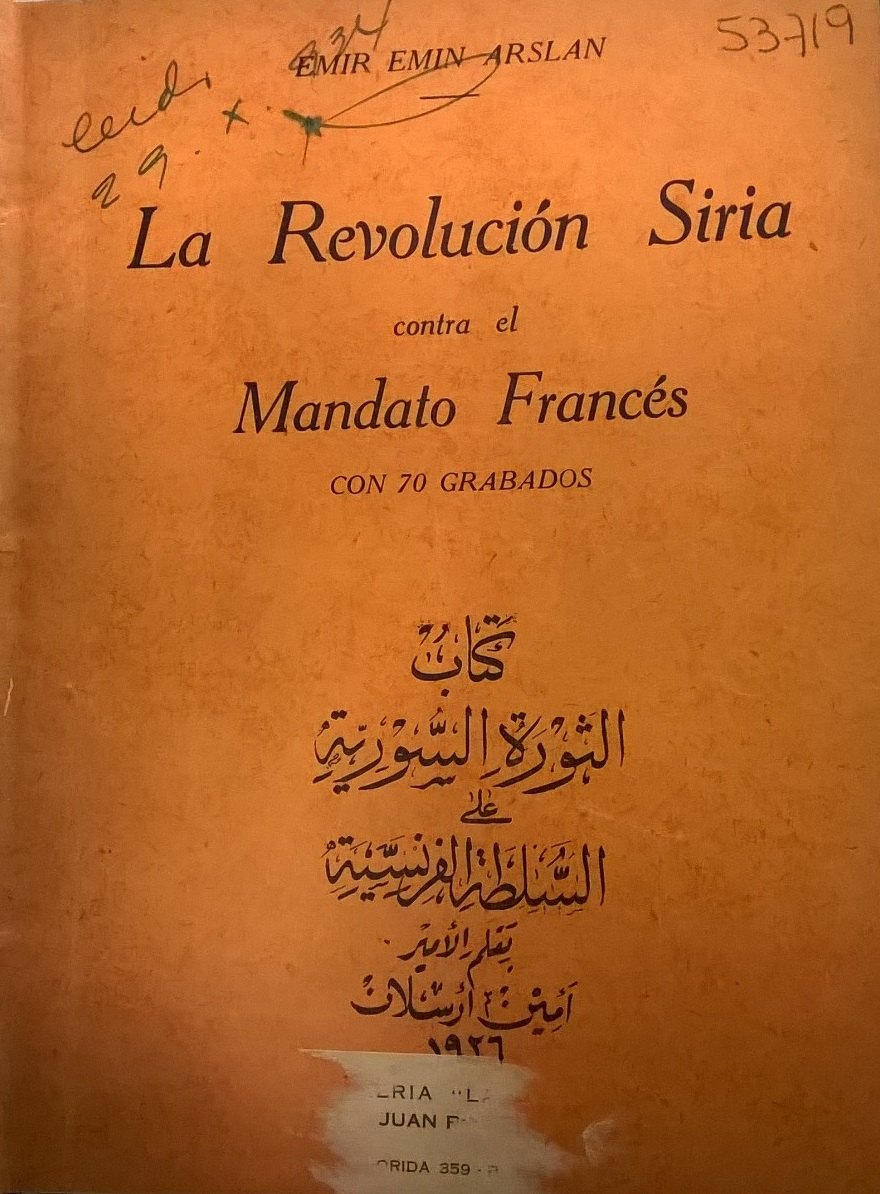
الثورة السورية ضد الانتداب الفرنسي (بوينس آيريس، 1926).

في عام 1921، أثناء تفكك الإمبراطورية العثمانية، حصل أرسلان على الجنسية الأرجنتينية وأعلن أسبابه:
(. . .) كنت قد اتخذت قرارًا بالتخلي عن السياسة والتأسيسات في الأرجنتين قبل سبع سنوات. السبب بسيط للغاية وقد أعربت عنه للصدر الأعظم في مذكرتي المذكورة أعلاه: إما إذا انتصرت ألمانيا أو هُزمت فإننا سنهزم. لأن انتصارنا سيحولنا إلى أتباعهم وهزيمتهم ستسمح بتفكيك وحدتنا وتحويل بلادنا إلى مجموعة من المستعمرات. وأنا، بدلاً من أن أكون خاضعًا لمستعمرة، فضلت أن أكون مواطنًا في دولة محترمة ، لا سيما إذا كانت تتمتع بمكانة مرموقة مثل دولة الأرجنتين.

### إنشاء وإدارة مجلةالقلم الأزرق

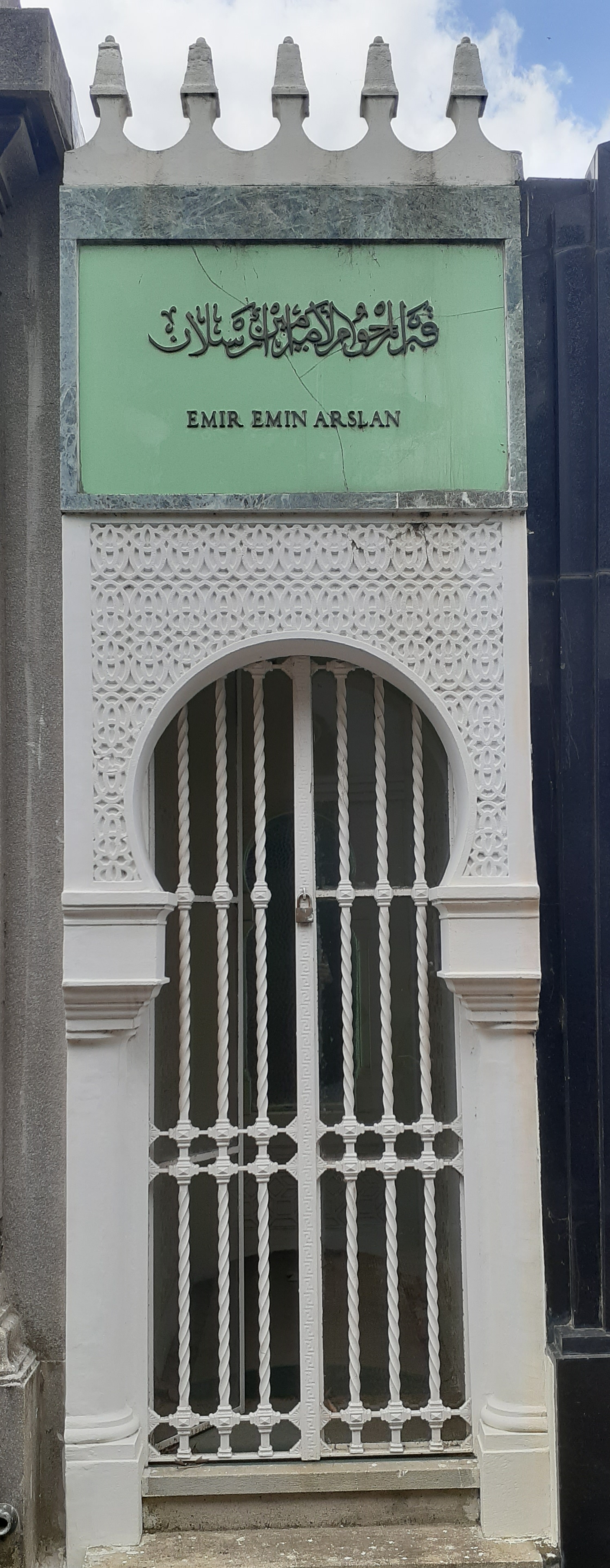
مقبرة الأمير أمين أرسلان في لا تشاكاريتا.

في عام 1925، أسس أرسلان "الأسبوعية الفكاهية والسياسية والأدبية" El Lápiz Azul "(أي "القلم الأزرق"). كان رئيس التحرير سيلسو تيندارو. تم نشر 47 عددًا من مايو 1925 إلى مايو 1926، بما في ذلك نصوص من كتابة ليوبولدو لوجونس، ألبرتو ويليامز، أوجينيو دورس وإدواردو أسيفيدو دياز.

### إنشاء «الاستقلال»
في يونيو 1926، أسس أرسلان مجلة الاستقلال. كانت المجلة باللغة العربية ولكن جزء من إعلاناتها التجارية كان باللغة الإسبانية. أسس أرسلان كرد فعل سياسي وفكري على الاضطرابات التي سببتها الثورة السورية الكبرى، وكانت واحدة من أهم المنافذ العربية المعادية للفرنسيين من الأرجنتين/البرازيل. علاوة على ذلك، فقد مثلت مسارًا خاصًا داخل الفكر والنشاط القومي العربي المناهض للاستعمار .
واصل أرسلان تحرير هذه الصحيفة حتى وفاته في يناير 1943.

### تأسيس الجمعية الخيرية الدرزية
في عام 1926، أسس أرسلان الجمعية الخيرية الدرزية (Asociación de Beneficencia Drusa) ومقرها في بوينس آيرس.

## في الثقافة الشعبية

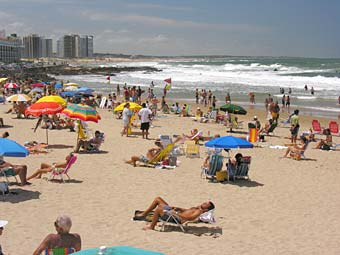
شاطئ الأمير، في بونتا دل إستي، الذي سمي على اسم الأمير أمين أرسلان

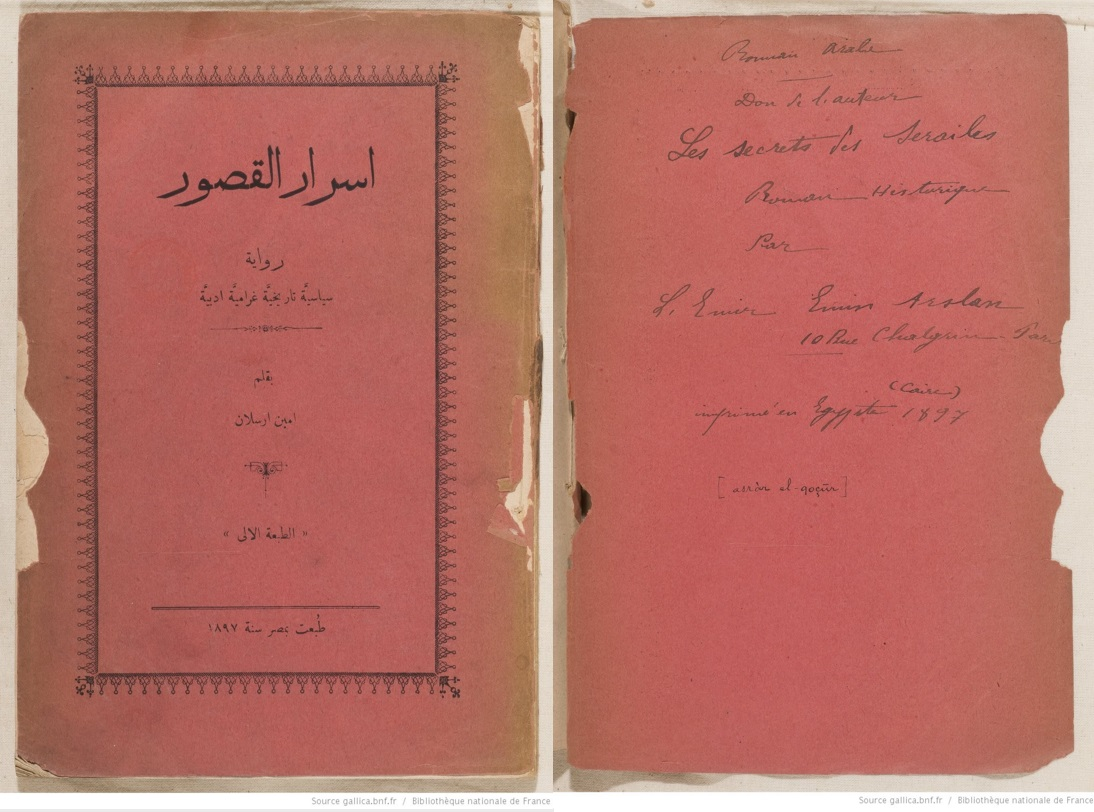
أسرار القصور (القاهرة، 1897)، منحه أرسلان إلى المكتبة الوطنية الفرنسية.

- الأمير أرسلان هو شخصية في قصة ليوبولدو لوجونس "El puñal"، وهي جزء من كتابه الصادر عام 1924 "Cuentos fatales" («حكايات قاتلة»).
- اعتاد أرسلان قضاء أيام العيد في بونتا ديل إستي بعد فترة وجيزة من وصوله إلى الأرجنتين في عام 1910. في عام 1920 استأجر مهندس معماري فرنسي المولد اسمه إدواردو لو مونييه لبناء شاليه سماه "La Chaumière". ويسمى الشاطئ المجاور له «الأمير» تكريما له.[47]

## أعماله
له اثنا عشر مؤلفاً، خمس مسرحيات، وسبعة كتب هي مذكرات وروايات وأبحاث تاريخية ومنها:
- تاريخ نابليون الأول، التي نشرت على مجلة لسان الحال، 1892[50]
- حقوق الملل ومعاهدات الدول، 1900[51]
- أسرار القصور - رواية سياسية، تاريخية، غرامية، أدبية، 1897 [52][53][54]
- حقائق عن قضية الحريم / La verdad sobre el harem, 1916[55]
- نهاية غرام / Final de un idilio, 1917[27][56]
- ذكريات الشرق / Recuerdos de Oriente, 1918
- الثورة السورية ضد الانتداب الفرنسي / La revolución siria contra el mandato francés, 1926[57]
- مذكرات، 1934[58]
- أسرار الشرق / Misterios de Oriente, 1935[59][60]
- العرب. ملخص تريخي-أدبي وأساطير / Los árabes. Reseña histórico-literaria y leyendas, 1941[61]

### أعمال غير منشورة

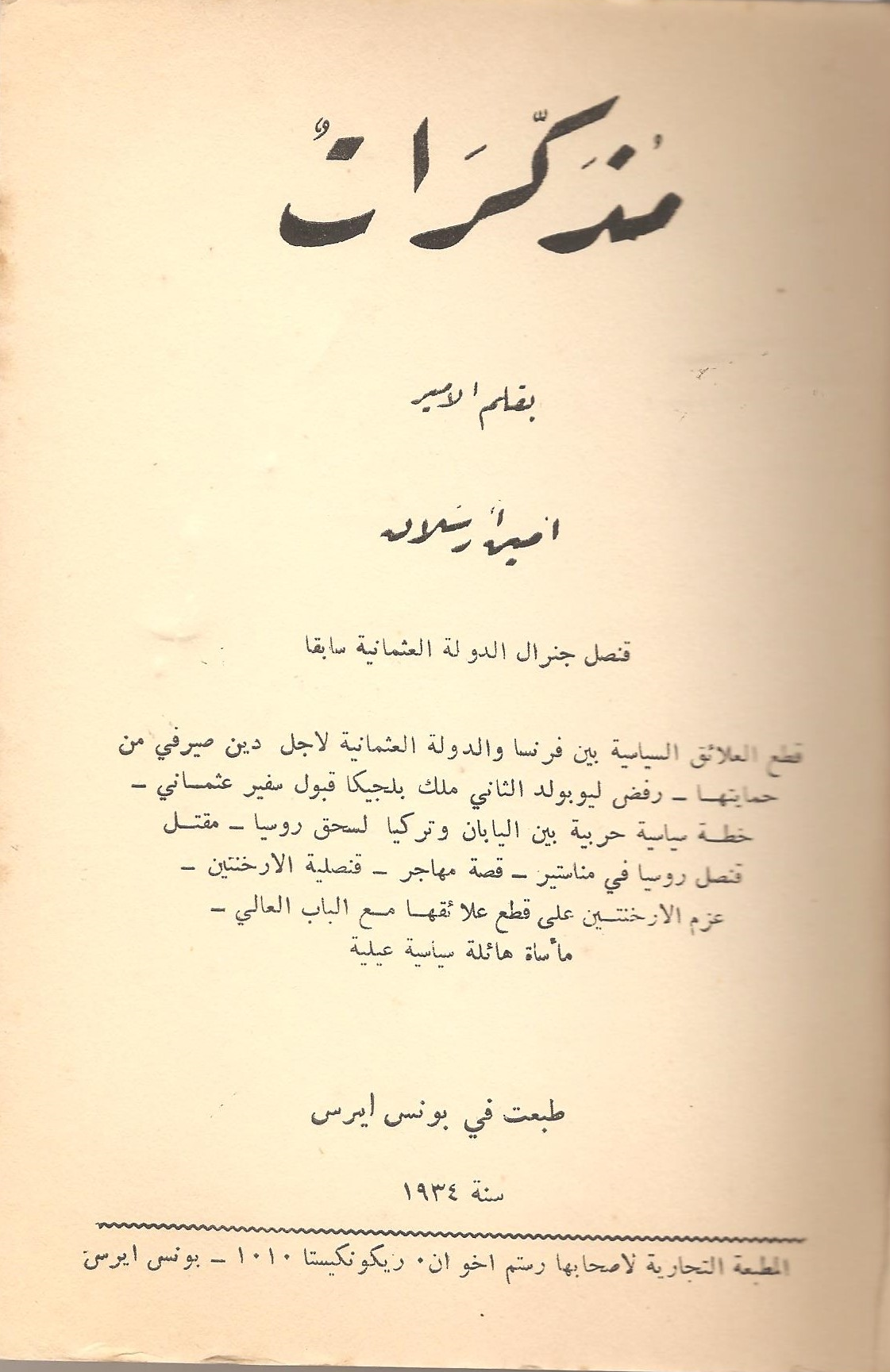
"مذكرات" لأمين أرسلان، بوينس آيرس 1934

تتضمن معظم طبعات كتب أرسلان قائمة بالأعمال المسرحية غير المنشورة التي تعد مفقودة في الوقت الحاضر: 
- السلطانة (في 4 فصول)
- المحرر (حياة سان مارتن، مقدمة و 4 فصول).
- الحب في الدبلوماسية (3 فصول)
- كانت مكتوبة (3 فصول)

## كتب عنه
في العام 2010 صدر كتاب بعنوان (أمين أرسلان ناشر ثقافة العرب في الأرجنتين) للكاتب خلدون نويهض ووالده الراحل المؤرخ عجاج نويهض.

## وصلات خارجية
- وجوه بارزة من الشويفات
- Revista La Nota, digitized by ISLA – Institute of Spanish, Portuguese and Latin American Studies- University of Augsburg.
- Sobre los vínculos entre España y Argentina en La Nota (1915–1917), by Delgado, Verónica, in Memoria Académica, Facultad de Humanidades y Ciencias de la Educación, Olivar, 11 (14), 103–114, 2010.
- Telegraph exchange of Emir Emin Arslan during his tenure as Ottoman Consul General in Brussels.
- Notable personalities of Choueifat, official municipal web site (in Arabic, Emin Arslan is listed in second place).
- Gildas Brégain, « L’influence de la tutelle mandataire française sur l’identification des élites syriennes et libanaises devant la société argentine (1900–1946)», Revue européenne des migrations internationales, vol. 27 – n°3 | 2011, published 1 December 2014, consulted 16 September 2015.
- مات الأمير أمين أرسلان، الجريدة السورية اللبنانية، المجلد 14، العدد 4136، ١٩٤٣/٠١/١١، مركز الخيرالله لدراسات الانتشار اللبناني، مؤسسة نينوا ضاهر - مكتبة الكسليك